# ليندا دوغلاس
ليندا دوغلاس (بالإنجليزية: Linda Douglas)‏ هي لاعبة جمباز إيقاعي أسترالية، ولدت في 18 نوفمبر 1965.

## وصلات خارجية
- ليندا دوغلاس على موقع أوليمبيديا (الإنجليزية)
- ليندا دوغلاس على موقع اللجنة الأولمبية الأسترالية (الإنجليزية)